# Lepidopilum caviusculum
Lepidopilum caviusculum är en bladmossart som beskrevs av Mitten 1869. Lepidopilum caviusculum ingår i släktet Lepidopilum och familjen Daltoniaceae. Inga underarter finns listade i Catalogue of Life.